# Антропіха (Юкаменський район)
Антропі́ха (рос. Антропиха) — присілок у складі Юкаменського району Удмуртії, Росія.
Населення — 40 осіб (2010; 50 в 2002).
Національний склад (2002):
- удмурти — 94 %